# Имамов, Чинар Искандарович
Чина́р Исканда́рович Има́мов (перс. چنار اسکندروویچ امام اف‎, тадж. Чинор Искандарович Имомов; 14 [13] апреля 1898[уточнить], Пенджикент — 14 октября 1939, Сахалин) — таджикский политический деятель, член ЦК КП Таджикскoй ССР.

## Биография
Чинар Имамов родился в пенджикентском кишлаке Зебон , таджик, из семьи дехканина-бедняка, член ВКП(б) с 1918 года, образование — окончил русско-туземную школу, затем четырёхклассное высшее начальное училище, в 1928—1930 годах учился в Ленинграде.
Трудовую деятельность Чинор Имомов начал в 1918 году секретарем организации «Иттифок» в Самарканде. В конце 1918 года он назначается председателем Ура-Тюбинского ревкома, затем председателем Ура-Тюбинского уездного комитета партии. В 1920—1922 годах Чинар Имамов работал председателем Джизакского, Самаркандского и Катта-Курганского горкомов партии, а в 1923—1924 годах — первым заместителем председателя ЦКК и НК РКИ Туркестанской АССР.

### Дальнейшая карьера
После образования Таджикской АССР, Чинар Имамов был утвержден ответственным секретарем Оргбюро КП(б) Узбекистана в Таджикистане; одновременно он являлся постоянным представителем Таджикской АССР в Узбекистане. В июне 1927 года Чинар Имамов был освобождён от должности ответственного секретаря Оргбюро и выполнял функции постоянного представителя республики в Узбекистане.
После учёбы в 1930 году работал наркомом просвещения, в 1931—1934 годах — наркомом здравоохранения, в 1934—1935 годах — наркомом юстиции Таджикской республики. В январе 1935 года он избирается ответственным секретарем ЦИКа Таджикской ССР, в октябре 1936 года назначается управляющим делами Совнаркома Таджикской республики.

### Должности
В 1924 году был секретарём Партийного бюро Таджикской АССР, ответственным секретарем Организационного бюро КП (б) Узбекистана в Таджикской АССР.
С 1930 года по 1935 год — Народный Комиссар просвещения, Народный Комиссар здравоохранения, Народный Комиссар юстиции Таджикской ССР.
С 1935 года работал Ответственным секретарем ЦИК Таджикской ССР. С 1936 года по 1937 год являлся Управляющим делами СНК Таджикской ССР.
С 1924 года по 1928 год — член Среднеазиатского бюро ЦК ВКП(б), член ЦК и Бюро ЦК КП(6) Узбекистана, с 1930 по 1937 год — член Бюро ЦК КП (б) Таджикской ССР, член ЦИКа Таджикской ССР, Узбекской ССР и СССР.

## Заслуги
Чинар Имамов внёс большой вклад [какой?] он был из числа политиков который не боясь расправу за свою жизнь боролся за отделение своего народа, благодаря ему была [какой?] становление и упрочение Советской власти в Таджикистане, образование Таджикской Автономной Советской Социалистической Республики, создание и оформление партийной организации в Таджикистане.

## Смерть
Чинар Имамов стал жертвой внутренних органов СССР, обвинивших его в мелкобуржуазном национализме. В октябре 1939 года он был расстрелян.